# AFC East
Pour les articles homonymes, voir AFC.

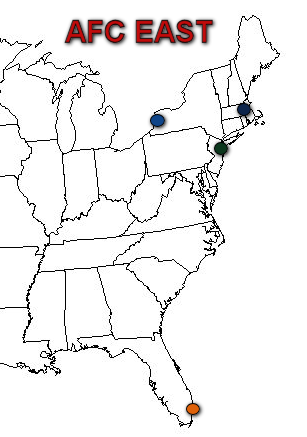
Localisation des équipes de l'AFC East.

L'AFC East (« AFC Est ») est une division de l'American Football Conference (AFC), elle-même conférence de la National Football League (NFL), ligue professionnelle de football américain aux États-Unis.
La division est actuellement composée de quatre franchises :
- les Bills de Buffalo, membres depuis 1960 et basés à Orchard Park dans l' État de New York ;
- les  Dolphins de Miami, membre depuis 1965 et basés à Miami Gardens en Floride ;
- les Patriots de la Nouvelle-Angleterre, membre depuis 1960 et basés à Foxborough dans le Massachusetts ;
- les Jets de New York, membre depuis 1960 et basés à East Rutherford dans le New Jersey.

Les Titans du Tennessee (anciennement dénommés Oilers de Houston et Oilers du Tennessee) et les Colts d'Indianapolis (anciennement dénommée Colts de Baltimore) ont été membres de la Division de 1960 à 1969 pour les Titans et de 1970 à 2001 pour les Colts.
En fin de saison 2022, les Patriots avaient le plus grand nombre de victoires dans l'histoire de la Division, avec un bilan de 537-420-9. Ils affichent un bilan de 37-22 (6-5 dans les Super Bowls) lors des séries éliminatoires.
Les Patriots détiennent le record du plus grand nombre de titre de la Division (22 titres fin 2024) qui était détenus jusqu'en 2011 par les Dolphins. Ces derniers en comptent quatorze (13), les Bills quatorze (15) et les Jets quatre (4). 2020 a été la première saison depuis 2008 où les Patriots n'ont pas remporté l'AFC East, les Bills s'étant emparés du titre de la division pour la première fois depuis 1995. La plus longue série de titres consécutifs est détenue par les Patriots puisqu'ils l'ont remporté de 2009 à 2019 (10 titres).
Depuis la création de la Division en 1960 et de l'AFL, elle a été représentée dans 22 Super Bowls et en a remporté dix (10). L'apparition la plus récente au Super Bowl d'une équipe de l'AFC Est a été la victoire des Patriots au Super Bowl LIII. En tant que membre de la Division, les Patriots en ont gagné 6 Super Bowls (saisons 2001, 2003, 2004, 2014, 2016 et 2018), deux pour les Dolphins (saisons 1972 et 1973), un (1) pour les Colts (saison 1970) et un (1) pour les Jets (saison 1969). Les Oilers de Houston (futurs Titans) ont remporté deux titres de l'AFL (saisons 1960 et 1960) tout comme les Bills (saisons 1964 et 1965).
Les franchises de l'AFC East ont remporté 26 titres de conférence AFL et AFC, onze (11) par les Patriots, six (6) par les Bills, cinq (5) par les Dolphins, deux (2) par les Titans 2 et un (1) par les Jets 1 et les Colts.

## Ligne du temps
Placez le curseur sur l'année pour connaitre le champion de la Division ou du Super Bowl.
| AFL Eastern           | AFL Eastern        | AFL Eastern        | AFL Eastern          | AFL Eastern          | AFL Eastern          | AFL Eastern           | AFL Eastern          | AFL Eastern          | AFL Eastern          |
| --------------------- | ------------------ | ------------------ | -------------------- | -------------------- | -------------------- | --------------------- | -------------------- | -------------------- | -------------------- |
| Années 1900           |                    |                    |                      |                      |                      |                       |                      |                      |                      |
| 60                    | 61                 | 62                 | 63                   | 64                   | 65                   | 66                    | 67                   | 68                   | 69                   |
|                       |                    |                    |                      |                      |                      |                       |                      |                      |                      |
| Bills de Buffalo      |                    |                    |                      |                      |                      |                       |                      |                      |                      |
| Patriots de Boston    |                    |                    |                      |                      |                      |                       |                      |                      |                      |
| Titans de New York    | Titans de New York | Titans de New York | Jets de New York [C] | Jets de New York [C] | Jets de New York [C] | Jets de New York [C]  | Jets de New York [C] | Jets de New York [C] | Jets de New York [C] |
| Oilers de Houston [B] |                    |                    |                      |                      |                      |                       |                      |                      |                      |
|                       |                    |                    |                      |                      |                      | Dolphins de Miami [D] |                      |                      |                      |

| AFC East               | AFC East                               | AFC East                               | AFC East                               | AFC East                               | AFC East                               | AFC East                               | AFC East                               | AFC East                               | AFC East                               | AFC East                               | AFC East                               | AFC East                               | AFC East                               | AFC East                               | AFC East                               | AFC East                               | AFC East                               | AFC East                               | AFC East                               | AFC East                               | AFC East                               | AFC East                               | AFC East                               | AFC East                               | AFC East                               | AFC East                               | AFC East                               | AFC East                               | AFC East                               | AFC East                               | AFC East                               |
| ---------------------- | -------------------------------------- | -------------------------------------- | -------------------------------------- | -------------------------------------- | -------------------------------------- | -------------------------------------- | -------------------------------------- | -------------------------------------- | -------------------------------------- | -------------------------------------- | -------------------------------------- | -------------------------------------- | -------------------------------------- | -------------------------------------- | -------------------------------------- | -------------------------------------- | -------------------------------------- | -------------------------------------- | -------------------------------------- | -------------------------------------- | -------------------------------------- | -------------------------------------- | -------------------------------------- | -------------------------------------- | -------------------------------------- | -------------------------------------- | -------------------------------------- | -------------------------------------- | -------------------------------------- | -------------------------------------- | -------------------------------------- |
| Années 1900            | Années 1900                            | Années 1900                            | Années 1900                            | Années 1900                            | Années 1900                            | Années 1900                            | Années 1900                            | Années 1900                            | Années 1900                            | Années 1900                            | Années 1900                            | Années 1900                            | Années 1900                            | Années 1900                            | Années 1900                            | Années 1900                            | Années 1900                            | Années 1900                            | Années 1900                            | Années 1900                            | Années 1900                            | Années 1900                            | Années 1900                            | Années 1900                            | Années 1900                            | Années 1900                            | Années 1900                            | Années 1900                            | Années 1900                            | Années 2000                            | Années 2000                            |
| 70                     | 71                                     | 72                                     | 73                                     | 74                                     | 75                                     | 76                                     | 77                                     | 78                                     | 79                                     | 80                                     | 81                                     | 82                                     | 83                                     | 84                                     | 85                                     | 86                                     | 87                                     | 88                                     | 89                                     | 90                                     | 91                                     | 92                                     | 93                                     | 94                                     | 95                                     | 96                                     | 97                                     | 98                                     | 99                                     | 00                                     | 01                                     |
|                        |                                        |                                        |                                        |                                        |                                        |                                        |                                        |                                        |                                        |                                        |                                        |                                        |                                        |                                        |                                        |                                        |                                        |                                        |                                        |                                        |                                        |                                        |                                        |                                        |                                        |                                        |                                        |                                        |                                        |                                        |                                        |
| Bills de Buffalo       |                                        |                                        |                                        |                                        |                                        |                                        |                                        |                                        |                                        |                                        |                                        |                                        |                                        |                                        |                                        |                                        |                                        |                                        |                                        |                                        |                                        |                                        |                                        |                                        |                                        |                                        |                                        |                                        |                                        |                                        |                                        |
| Patriots de Boston     | Patriots de la Nouvelle-Angleterre [A] | Patriots de la Nouvelle-Angleterre [A] | Patriots de la Nouvelle-Angleterre [A] | Patriots de la Nouvelle-Angleterre [A] | Patriots de la Nouvelle-Angleterre [A] | Patriots de la Nouvelle-Angleterre [A] | Patriots de la Nouvelle-Angleterre [A] | Patriots de la Nouvelle-Angleterre [A] | Patriots de la Nouvelle-Angleterre [A] | Patriots de la Nouvelle-Angleterre [A] | Patriots de la Nouvelle-Angleterre [A] | Patriots de la Nouvelle-Angleterre [A] | Patriots de la Nouvelle-Angleterre [A] | Patriots de la Nouvelle-Angleterre [A] | Patriots de la Nouvelle-Angleterre [A] | Patriots de la Nouvelle-Angleterre [A] | Patriots de la Nouvelle-Angleterre [A] | Patriots de la Nouvelle-Angleterre [A] | Patriots de la Nouvelle-Angleterre [A] | Patriots de la Nouvelle-Angleterre [A] | Patriots de la Nouvelle-Angleterre [A] | Patriots de la Nouvelle-Angleterre [A] | Patriots de la Nouvelle-Angleterre [A] | Patriots de la Nouvelle-Angleterre [A] | Patriots de la Nouvelle-Angleterre [A] | Patriots de la Nouvelle-Angleterre [A] | Patriots de la Nouvelle-Angleterre [A] | Patriots de la Nouvelle-Angleterre [A] | Patriots de la Nouvelle-Angleterre [A] | Patriots de la Nouvelle-Angleterre [A] | Patriots de la Nouvelle-Angleterre [A] |
| Jets de New York       |                                        |                                        |                                        |                                        |                                        |                                        |                                        |                                        |                                        |                                        |                                        |                                        |                                        |                                        |                                        |                                        |                                        |                                        |                                        |                                        |                                        |                                        |                                        |                                        |                                        |                                        |                                        |                                        |                                        |                                        |                                        |
| Colts de Baltimore [E] | Colts de Baltimore [E]                 | Colts de Baltimore [E]                 | Colts de Baltimore [E]                 | Colts de Baltimore [E]                 | Colts de Baltimore [E]                 | Colts de Baltimore [E]                 | Colts de Baltimore [E]                 | Colts de Baltimore [E]                 | Colts de Baltimore [E]                 | Colts de Baltimore [E]                 | Colts de Baltimore [E]                 | Colts de Baltimore [E]                 | Colts de Baltimore [E]                 | Colts d'Indianapolis [F]               | Colts d'Indianapolis [F]               | Colts d'Indianapolis [F]               | Colts d'Indianapolis [F]               | Colts d'Indianapolis [F]               | Colts d'Indianapolis [F]               | Colts d'Indianapolis [F]               | Colts d'Indianapolis [F]               | Colts d'Indianapolis [F]               | Colts d'Indianapolis [F]               | Colts d'Indianapolis [F]               | Colts d'Indianapolis [F]               | Colts d'Indianapolis [F]               | Colts d'Indianapolis [F]               | Colts d'Indianapolis [F]               | Colts d'Indianapolis [F]               | Colts d'Indianapolis [F]               | Colts d'Indianapolis [F]               |
| Dolphins de Miami      |                                        |                                        |                                        |                                        |                                        |                                        |                                        |                                        |                                        |                                        |                                        |                                        |                                        |                                        |                                        |                                        |                                        |                                        |                                        |                                        |                                        |                                        |                                        |                                        |                                        |                                        |                                        |                                        |                                        |                                        |                                        |

| AFC East | AFC East | AFC East | AFC East | AFC East | AFC East | AFC East | AFC East | AFC East | AFC East | AFC East | AFC East | AFC East | AFC East | AFC East | AFC East | AFC East | AFC East | AFC East | AFC East | AFC East | AFC East | AFC East | AFC East |
| --- | -------- | -------- | -------- | -------- | -------- | -------- | -------- | -------- | -------- | -------- | -------- | -------- | -------- | -------- | -------- | -------- | -------- | -------- | -------- | -------- | -------- | -------- | -------- |
| Années 2000 |          |          |          |          |          |          |          |          |          |          |          |          |          |          |          |          |          |          |          |          |          |          |          |
| 02 | 03       | 04       | 05       | 06       | 07       | 08       | 09       | 10       | 11       | 12       | 13       | 14       | 15       | 16       | 17       | 18       | 19       | 20       | 21       | 22       | 23       | 24       | 25       |
| |          |          |          |          |          |          |          |          |          |          |          |          |          |          |          |          |          |          |          |          |          |          |          |
| Patriots de la Nouvelle-Angleterre                                                                                               |          |          |          |          |          |          |          |          |          |          |          |          |          |          |          |          |          |          |          |          |          |          |          |
| Bills de Buffalo |          |          |          |          |          |          |          |          |          |          |          |          |          |          |          |          |          |          |          |          |          |          |          |
| Jets de New York |          |          |          |          |          |          |          |          |          |          |          |          |          |          |          |          |          |          |          |          |          |          |          |
| Dolphins de Miami |          |          |          |          |          |          |          |          |          |          |          |          |          |          |          |          |          |          |          |          |          |          |          |
| Non membre de la Division A remporté la finale de conférence AFL A remporté la finale de conférence AFC A remporté le Super Bowl |          |          |          |          |          |          |          |          |          |          |          |          |          |          |          |          |          |          |          |          |          |          |          |

A Les Patriots de Boston sont renommés Patriots de la Nouvelle-Angleterre.
B Les Oilers de Houston partent dans la nouvelle Division AFC Central (saison 1970) et sont renommés un peu plus tard les Oilers de Tennessee (saison 1997) et ensuite Titans du Tennessee (saison 1999). Ils sont replacés dans l'AFC South en 2002.
C Les Titans de New York sont renommés Jets de New York (saison 1963)
D Création de la franchise des Dolphins de Miami (saison 1966)
E Les Colts de Baltimore arrivent de la Division NFL Coastal (saison 1970)
F Les Colts de Baltimore déménagent à Indianapolis et sont renommés Colts d'Indianapolis (saison 1984). Ils sont replacés dans l'AFC South en 2002.

## Champions de division
Légende :
- Champion de l'AFL
- Vainqueur du Super Bowl
- Finaliste du Super Bowl
- (X) : Nombre de participations de la franchise en séries éliminatoires

| Saison | Franchise                            | Bilan  | Résultats en séries éliminatoires |
| ------ | ------------------------------------ | ------ | --- |
| 1960   | Oilers de Houston                    | 10-4   | Victoire en finale de conférence AFL (Chargers) 24-16 |
| 1961   | Oilers de Houston                    | 10-3-1 | Victoire en finale de conférence AFL (@ Chargers) 10-3 |
| 1962   | Oilers de Houston                    | 11-3   | Défaite en finale de conférence AFL (Titans) 17-20 (2OT) |
| 1963   | Patriots de Boston                   | 7-6-1  | Victoire en tour de division (@ Bills) 26-8 Défaite en finale de conférence AFL (@ Chargers) 10-51                                                                          |
| 1964   | Bills de Buffalo                     | 12-2   | Victoire en finale de conférence AFL (Chargers) 20-7 |
| 1965   | Bills de Buffalo                     | 10-3-1 | Victoire en finale de conférence AFL (@ Chargers) 23-0 |
| 1966   | Bills de Buffalo                     | 9-4-1  | Défaite en finale de conférence AFL (Chiefs) 7-31 |
| 1967   | Oilers de Houston (4)                | 9-4-1  | Défaite en finale de conférence AFL (@ Raiders) 7-40 |
| 1968   | Jets de New York                     | 11-3   | Victoire en tour de division (Raiders) 27-23 Victoire au Super Bowl III (Colts) 16-7                                                                                        |
| 1969   | Jets de New York                     | 10-4   | Défaite en tour de division (Chiefs) 6-13 |
| 1970   | Colts de Baltimore                   | 11-2-1 | Victoire en tour de division (Bengals) 17-0 Victoire en finale de conférence AFC (Raiders) 27-17 Victoire au Super Bowl V (Cowboys) 16-13                                   |
| 1971   | Dolphins de Miami                    | 10-3-1 | Victoire en tour de division (@ Chiefs) 27-24 (2OT) Victoire en finale de conférence AFC (Colts) 27-17 Défaite au Super Bowl VI (Cowboys) 3-24                              |
| 1972   | Dolphins de Miami                    | 14-0   | Victoire en tour de division (Browns) 20-14 Victoire en finale de conférence AFC (@ Steelers) 21-17 Victoire au Super Bowl VII (Redskins) 14-7                              |
| 1973   | Dolphins de Miami                    | 12-2   | Victoire en tour de division (Bengals) 34-16 Victoire en finale de conférence AFC (Raiders) 27-10 Victoire au Super Bowl VIII (Vikings) 24-7                                |
| 1974   | Dolphins de Miami                    | 11-3   | Défaite en tour de division (@ Raiders) 26-28 |
| 1975   | Colts de Baltimore                   | 10-4   | Défaite en tour de division (@ Steelers) 10-28 |
| 1976   | Colts de Baltimore                   | 11-3   | Défaite en tour de division (Steelers) 14-40 |
| 1977   | Colts de Baltimore                   | 10-4   | Défaite en tour de division (Raiders) 31-37 (2OT) |
| 1978   | Patriots de la Nelle-Angleterre      | 11-5   | Défaite en tour de division (Oilers) 14-31 |
| 1979   | Dolphins de Miami                    | 10-6   | Défaite en tour de division (@ Steelers) 14-20 |
| 1980   | Bills de Buffalo                     | 11-5   | Défaite en tour de division (@ Chargers) 38-41 |
| 1981   | Dolphins de Miami                    | 11-4-1 | Défaite en tour de division (Chargers) 38-41 (ET) |
| 1982   | Dolphins de Miami                    | 7-2    | Victoire lors du 1er tour (Patriots) 28-13 Victoire - 2e tour (Chargers) 34-13 Victoire en finale de conférence AFC (Jets) 14-0 Défaite au Super Bowl XVII (Redskins) 17-27 |
| 1983   | Dolphins de Miami                    | 12-4   | Défaite en tour de division (Seahawks) 20-27 |
| 1984   | Dolphins de Miami                    | 14-2   | Victoire en tour de division (Seahawks) 31-10 Victoire en finale de conférence AFC (Steelers) 45-28 Défaite au Super Bowl XIX (49ers) 16-38                                 |
| 1985   | Dolphins de Miami                    | 12-4   | Victoire en tour de division (Browns) 24-21 Défaite en finale de conférence AFC (Patriots) 14-31                                                                            |
| 1986   | Patriots de la Nelle-Angleterre      | 11-5   | Défaite en tour de division (@ Broncos) 17-22 |
| 1987   | Colts d'Indianapolis                 | 9-6    | Défaite en tour de division (@ Browns) 21-38 |
| 1988   | Bills de Buffalo                     | 12-7   | Victoire en tour de division (Olers) 17-10 Défaite en finale de conférence AFC (@ Bengals) 10-21                                                                            |
| 1989   | Bills de Buffalo                     | 9-7    | Défaite en tour de division (@ Browns) 30-34 |
| 1990   | Bills de Buffalo                     | 13-3   | Victoire en tour de division (Dolphins) 44-34 Victoire en finale de conférence AFC (Raiders) 51-3 Défaite au Super Bowl XXV (Giants) 19-20                                  |
| 1991   | Bills de Buffalo                     | 13-3   | Victoire en tour de division (Chiefs) 37-14 Victoire en finale de conférence AFC (Broncos) 24-37 Défaite au Super Bowl XXVI (Redskins) 24-37                                |
| 1992   | Dolphins de Miami                    | 11-5   | Victoire en tour de division (Chargers) 31-0 Défaite en finale de conférence AFC (Bills) 10-29                                                                              |
| 1993   | Bills de Buffalo                     | 12-4   | Victoire en tour de division (Raiders) 29-23 Victoire en finale de conférence AFC (Chiefs) 30-13 Défaite au Super Bowl XXVIII (Cowboys) 13-30                               |
| 1994   | Dolphins de Miami                    | 10-6   | Victoire lors du tour de wild card (Chiefs) 27-17 Défaite en tour de division (@ Chargers) 21-22                                                                            |
| 1995   | Bills de Buffalo                     | 10-6   | Victoire lors du tour de wild card (Dolphins) 37-22 Défaite en tour de division (@ Steelers) 21-40                                                                          |
| 1996   | Patriots de la Nelle-Angleterre      | 11-5   | Victoire en tour de division (Steelers) 28-3 Victoire en finale de conférence AFC (Jaguars) 20-6 Défaite au Super Bowl XXXI (Packers) 21-35                                 |
| 1997   | Patriots de la Nelle-Angleterre      | 10-6   | Victoire lors du tour de wild card (Dolphins) 17-3 Défaite en tour de division (@ Steelers) 6-7                                                                             |
| 1998   | Jets de New York                     | 12-4   | Victoire en tour de division (Jaguars) 34-24 Défaite en finale de conférence AFC (@ Broncos) 10-23                                                                          |
| 1999   | Colts d'Indianapolis (6)             | 13-3   | Défaite en tour de division (Titans) 16-19 |
| 2000   | Dolphins de Miami                    | 11-5   | Victoire lors du tour de wild card (Colts) 23-17 (ET) Défaite en tour de division (@ Raiders) 0-27                                                                          |
| 2001   | Patriots de la Nelle-Angleterre      | 11-5   | Victoire en tour de division (Raiders) 16-13 (ET) Victoire en finale de conférence AFC (@ Steelers) 24-17 Victoire au Super Bowl VIII (Rams) 24-7                           |
| 2002   | Jets de New York (4)                 | 9-7    | Victoire lors du tour de wild card (Colts) 41-0 Défaite en tour de division (@ Raiders) 10-30                                                                               |
| 2003   | Patriots de la Nelle-Angleterre      | 14-2   | Victoire en tour de division (Titans) 17-14 Victoire en finale de conférence AFC (Colts) 24-14 Victoire au Super Bowl XXXVI (Panthers) 32-29                                |
| 2004   | Patriots de la Nelle-Angleterre      | 14-2   | Victoire en tour de division (Colts) 20-3 Victoire en finale de conférence AFC (Steelers) 41-27 Victoire au Super Bowl XXXIX (Eagles) 24-21                                 |
| 2005   | Patriots de la Nelle-Angleterre      | 10-6   | Victoire lors du tour de wild card (Jaguars) 28-3 Défaite en tour de division (@ Broncos) 13-27                                                                             |
| 2006   | Patriots de la Nelle-Angleterre      | 12-4   | Victoire lors du tour de wild card (Jets) 37-16 Victoire en tour de division (@ Chargers) 24-21 Défaite en finale de conférence AFC (@ Colts) 34-38                         |
| 2007   | Patriots de la Nelle-Angleterre      | 16-0   | Victoire en tour de division (Jaguars) 31-20 Victoire en finale de conférence AFC (Chargers) 24-12 Défaite au Super Bowl XXXI (Giants) 14-17                                |
| 2008   | Dolphins de Miami (13)               | 11-5   | Défaite lors du tour de wild card (Ravens) 9-27 |
| 2009   | Patriots de la Nelle-Angleterre      | 10-6   | Défaite lors du tour de wild card (Ravens) 14-33 |
| 2010   | Patriots de la Nelle-Angleterre      | 14-2   | Défaite lors du tour de wild card (Jets) 21-28 |
| 2011   | Patriots de la Nelle-Angleterre      | 13-3   | Victoire en tour de division (Broncos) 45-10 Victoire en finale de conférence AFC (Ravens) 23-20 Défaite au Super Bowl XLVI (Giants) 17-21                                  |
| 2012   | Patriots de la Nelle-Angleterre      | 12-4   | Victoire en tour de division (Texans) 41-28 Défaite en finale de conférence AFC (Ravens) 13-28                                                                              |
| 2013   | Patriots de la Nelle-Angleterre      | 12-4   | Victoire en tour de division (Colts) 43-22 Défaite en finale de conférence AFC (@ Broncos) 16-26                                                                            |
| 2014   | Patriots de la Nelle-Angleterre      | 12-4   | Victoire en tour de division (Ravens) 35-31 Victoire en finale de conférence AFC (Colts) 45-7 Victoire au Super Bowl XLIX (Seahawks) 28-24                                  |
| 2015   | Patriots de la Nelle-Angleterre      | 12-4   | Victoire en tour de division (Chiefs) 27-20 Défaite en finale de conférence AFC (@ Broncos) 18-20                                                                           |
| 2016   | Patriots de la Nelle-Angleterre      | 14-2   | Victoire en tour de division (Texans) 34-16 Victoire en finale de conférence AFC (Steelers) 36-17 Victoire au Super Bowl LI (Falcons) 34-28 (ET)                            |
| 2017   | Patriots de la Nelle-Angleterre      | 13-3   | Victoire en tour de division (Titans) 35-14 Victoire en finale de conférence AFC (Jaguars) 24-20 Défaite au Super Bowl LII (Eagles) 33-41                                   |
| 2018   | Patriots de la Nelle-Angleterre      | 11-5   | Victoire en tour de division (Chargers) 41-28 Victoire en finale de conférence AFC (Chiefs) 37-31 (ET) Victoire au Super Bowl LIII (Rams) 13-3                              |
| 2019   | Patriots de la Nelle-Angleterre (22) | 12-4   | Défaite lors du tour de wild card (Titans) 13-20 |
| 2020   | Bills de Buffalo                     | 13-3   | Victoire lors du tour de wild card (Colts) 27-24 Victoire en tour de division (Ravens) 17-3 Défaite en finale de conférence AFC (@ Chiefs) 24-38                            |
| 2021   | Bills de Buffalo                     | 13-3   | Victoire lors du tour de wild card (Patriots) 47-17 Défaite en tour de division (@ Chiefs) 36-42 (ET)                                                                       |
| 2022   | Bills de Buffalo                     | 13-3   | Victoire lors du tour de wild card (Dolphins) 34-31 Défaite lors du tour de division (Bengals) 10-27                                                                        |
| 2023   | Bills de Buffalo                     | 11–6   | Victoire en tour de Wild Card (Steelers) 31–17 Défaite en tour de division (Chiefs) 24–27                                                                                   |
| 2024   | Bills de Buffalo (15)                | 13-4   | Victoire en tour de Wild Card (Broncos) 31-7 Victoire en tour de division (Ravens) 27-25 Défaite en finale de conférence AFC (Chiefs) 29-32                                 |

## Qualifiés en wild card
Légende :
- Vainqueur du Super Bowl
- Finaliste du Super Bowl

| Saison | Franchise                       | Bilan  | Résultats en séries éliminatoires |
| ------ | ------------------------------- | ------ | --- |
| 1969   | Oilers de Houston               | 6-6-2  | Défaite en tour de division (@ Raiders) 7-56 |
| 1970   | Dolphins de Miami               | 10-4   | Défaite en tour de division (@ Raiders) 14-21 |
| 1971   | Colts de Baltimore              | 10-4   | Victoire en tour de division (@ Browns) 20-3 Défaite en finale de conférence AFC (@ Dolphins) 0-21 |
| 1974   | Bills de Buffalo                | 9-5    | Défaite en tour de division (@ Steelers) 14-32 |
| 1976   | Patriots de la Nelle-Angleterre | 11-3   | Défaite en tour de division (@ Raiders) 21-24 |
| 1978   | Dolphins de Miami               | 11-5   | Défaite lors du tour de wild card (Oilers) 9-17 |
| 1981   | Jets de New York                | 10-5-1 | Défaite lors du tour de wild card (Bills) 27-31 |
| 1981   | Bills de Buffalo                | 10-6   | Victoire lors du tour de wild card (@ Jets) 31-27 Défaite en tour de division (@ Bengals) 21-28 |
| 1982   | Jets de New York                | 6-3    | Victoire lors du 1er tour (@ Bengals) 44-17 Victoire lors du 2e tour (@ Raiders) 17-14 Défaite en finale de conférence AFC (@ Dolphins) 0-14                                                              |
| 1982   | Patriots de la Nelle-Angleterre | 5-4    | Défaite lors du 1er tour (@ Dolphins) 13-28 |
| 1985   | Jets de New York                | 11-5   | Défaite lors du tour de wild card (Patriots) 14-26 |
| 1985   | Patriots de la Nelle-Angleterre | 11-5   | Victoire lors du tour de wild card (@ Jets) 26-14 Victoire en tour de division (@ Raiders) 27-20 Victoire en finale de conférence AFC (@ Dolphins) 31-14 Défaite au Super Bowl XX (Bears) 10-46           |
| 1986   | Jets de New York                | 10-6   | Victoire lors du tour de wild card (Chiefs) 35-15 Défaite en tour de division (@ Browns) 20-23 (2OT) |
| 1990   | Dolphins de Miami               | 12-4   | Victoire lors du tour de wild card (Chiefs) 17-16 Défaite en tour de division (@ Bills) 34-44 |
| 1991   | Jets de New York                | 8-8    | Défaite lors du tour de wild card (@ Oilers) 10-17 |
| 1992   | Bills de Buffalo                | 11-5   | Victoire lors du tour de wild card (Oilers) 41-38 (ET) Victoire en tour de division (@ Steelers) 24-3 Victoire en finale de conférence AFC (@ Dolphins) 29-10 Défaite au Super Bowl XXVII (Cowboys) 17-52 |
| 1994   | Patriots de la Nelle-Angleterre | 10-6   | Défaite lors du tour de wild card (@ Browns) 13-20 |
| 1995   | Colts d'Indianapolis            | 9-7    | Victoire lors du tour de wild card (@ Chargers) 35-20 Victoire en tour de division (@ Chiefs) 10-7 Défaite en finale de conférence AFC (@ Steelers) 16-20                                                 |
| 1995   | Dolphins de Miami               | 9-7    | Défaite lors du tour de wild card (@ Bills) 22-37 |
| 1996   | Bills de Buffalo                | 10-6   | Défaite lors du tour de wild card (Jaguars) 27-30 |
| 1996   | Colts d'Indianapolis            | 9-7    | Défaite lors du tour de wild card (@ Steelers) 14-42 |
| 1997   | Dolphins de Miami               | 9-7    | Défaite lors du tour de wild card (@ Patriots) 3-17 |
| 1998   | Dolphins de Miami               | 10-6   | Victoire lors du tour de wild card (Bills) 24-17 Défaite en tour de division (@ Broncos) 3-38 |
| 1998   | Bills de Buffalo                | 10-6   | Défaite lors du tour de wild card (@ Dolphins) 17-24 |
| 1998   | Patriots de la Nelle-Angleterre | 9-7    | Défaite lors du tour de wild card (@ Titans) 16-22 |
| 1999   | Bills de Buffalo                | 11-5   | Défaite lors du tour de wild card (@ Titans) 16-22 |
| 1999   | Dolphins de Miami               | 9-7    | Victoire lors du tour de wild card (@ Seahawks) 20-17 Défaite en tour de division (@ Jaguars) 7-62 |
| 2000   | Colts d'Indianapolis            | 10-6   | Défaite lors du tour de wild card (@ Dolphins) 17-23 (ET) |
| 2001   | Dolphins de Miami               | 11-5   | Défaite lors du tour de wild card (Ravens) 3-20 |
| 2001   | Jets de New York                | 10-6   | Défaite lors du tour de wild card (@ Raiders) 24-38 |
| 2004   | Jets de New York                | 10-6   | Victoire lors du tour de wild card (@ Chargers) 20-17 (ET) Défaite en tour de division (@ Steelers) 17-20 (ET)                                                                                            |
| 2006   | Jets de New York                | 10-6   | Défaite lors du tour de wild card (@ Patriots) 16-37 |
| 2009   | Jets de New York                | 9-7    | Victoire lors du tour de wild card (@ Bengals) 24-14 Victoire en tour de division (@ Chargers) 17-14 Défaite en finale de conférence AFC (@ Colts) 17-30                                                  |
| 2010   | Jets de New York                | 11-5   | Victoire lors du tour de wild card (@ Colts) 17-16 Victoire en tour de division (@ Patriots) 28-21 Défaite en finale de conférence AFC (@ Steelers) 19-24                                                 |
| 2016   | Dolphins de Miami               | 10-6   | Défaite lors du tour de wild card (@ Steelers) 12-30 |
| 2017   | Bills de Buffalo                | 9-7    | Défaite lors du tour de wild card (@ Jaguars) 3-10 |
| 2019   | Bills de Buffalo                | 10-6   | Défaite lors du tour de wild card (@ Texans) 19-22 (ET) |
| 2021   | Patriots de la Nelle-Angleterre | 10-7   | Défaite lors du tour de wild card (@ Bills) 17-47 |
| 2022   | Dolphins de Miami               | 9-8    | Défaite lors du tour de wild card (@ Bills) 31-34 |
| 2023   | Dolphins de Miami               | 11–6   | Défaite lors du tour de wild card (@ Chiefs) 7–26 |

## Résultats saison par saison
Légende :
- Champion de l'AFL
- Vainqueur du Super Bowl
- Finaliste du Super Bowl
- Qualifié pour les séries éliminatoires
- (x) : Classement (seed) dans la conférence en fin de saison régulière

| Saison | Bilan des équipes            | Bilan des équipes           | Bilan des équipes           | Bilan des équipes          | Bilan des équipes       |
| --- | ---------------------------- | --------------------------- | --------------------------- | -------------------------- | ----------------------- |
| Saison | 1er                          | 2e                          | 3e                          | 4e                         | 5e                      |
| AFL Eastern |                              |                             |                             |                            |                         |
| 1960 | Houston (10-4)               | NY Titans (7-7)             | Buffalo (5-8-1)             | Boston (5-9)               |                         |
| 1961 | Houston (10-3-1)             | Boston (9-4-1)              | NY Titans (7-7)             | Buffalo (6-8)              |                         |
| 1962 | Houston (11-3)               | Boston (9-4-1)              | Buffalo (7-6-1)             | NY Titans (5-9)            |                         |
| 1963 : Les Titans de New York sont renommés Jets de New York. |                              |                             |                             |                            |                         |
| 1963 | Boston (7-6-1)               | Buffalo (7-6-1)             | Houston (6-8)               | NY Jets (5-8-1)            |                         |
| 1964 | Buffalo (12-2)               | Boston (10-3-1)             | NY Jets (5-8-1)             | Houston (4-10)             |                         |
| 1965 | Buffalo (10-3-1)             | NY Jets (8-5-1)             | Boston (4-8-2)              | Houston (4-10)             |                         |
| 1966 : Les Dolphins de Miami rejoignent l'AFL Eastern. |                              |                             |                             |                            |                         |
| 1966 | Buffalo (9-4-1)              | Boston (8-4-2)              | NY Jets (6-6-2)             | Houston (3-11)             | Miami (3-11)            |
| 1967 | Houston (9-4-1)              | NY Jets (8-5-1)             | Buffalo (4-10)              | Miami (4-10)               | Boston (3-10-1)         |
| 1968 | NY Jets (11-3)               | Houston (7-7)               | Miami (5-8-1)               | Boston (4-10)              | Buffalo (1-12-1)        |
| 1969 | NY Jets (10-4)               | Houston (6-6-2)             | Boston (4-10)               | Buffalo (4-10)             | Miami (3-10-1)          |
| AFC East |                              |                             |                             |                            |                         |
| 1970 : À la suite de la fusion AFL-NFL, l'AFL Eastern devient AFC East, les Oilers de Houston rejoignent l'AFC Central et les Colts de Baltimore arrivent en provenance de la NFC Coastal. |                              |                             |                             |                            |                         |
| 1970 | Baltimore (11-2-1)           | Miami (10-4)                | NY Jets (4-10)              | Buffalo (3-10-1)           | Boston (2-12)           |
| 1971 : Les Patriots de Boston sont renommés Patriots de la Nouvelle-Angleterre. |                              |                             |                             |                            |                         |
| 1971 | Miami (10-3-1)               | Baltimore (10-4)            | Nelle-Angleterre (6-8)      | NY Jets (6-8)              | Buffalo (1-13)          |
| 1972 | Miami (14-0)                 | NY Jets (7-7)               | Baltimore (5-9)             | Buffalo (4-9-1)            | Nelle-Angleterre (3-11) |
| 1973 | Miami (12-2)                 | Buffalo (9-5)               | Nelle-Angleterre (5-9)      | NY Jets (4-10)             | Baltimore (4-10)        |
| 1974 | Miami (11-3)                 | Buffalo (9-5)               | Nelle-Angleterre (7-7)      | NY Jets (7-7)              | Baltimore (2-12)        |
| 1975 | (3) Baltimore (10-4)         | Miami (10-4)                | Buffalo (8-6)               | NY Jets (3-11)             | Nelle-Angleterre (3-11) |
| 1976 | (2) Baltimore (11-3)         | (4) Nelle-Angleterre (11-3) | Miami (6-8)                 | NY Jets (3-11)             | Buffalo (2-12)          |
| 1977 | (2) Baltimore (10-4)         | Miami (10-4)                | Nelle-Angleterre (9-5)      | Buffalo (3-11)             | NY Jets (3-11)          |
| 1978 | (2) Nelle-Angleterre (11-5)  | (4) Miami (11-5)            | NY Jets (8-8)               | Buffalo (7-9)              | Baltimore (5-11)        |
| 1979 | (3) Miami (10-6)             | Nelle-Angleterre (9-7)      | NY Jets (8-8)               | Buffalo (7-9)              | Baltimore (5-11)        |
| 1980 | (3) Buffalo (11-5)           | Nelle-Angleterre (10-6)     | Miami (8-8)                 | Baltimore (7-9)            | NY Jets (4-12)          |
| 1981 | (2) Miami (11-4-1)           | (4) NY Jets (10-5-1)        | (5) Buffalo (10-6)          | Baltimore (2-14)           | Nelle-Angleterre (2-14) |
| 1982 : À la suite d'une grève, la saison ne compte que 9 journées. Les classements sont établis par conférence et non par division.                                                        |                              |                             |                             |                            |                         |
| 1982 | (2) Miami (7-2)              | (6) NY Jets (6-3)           | (7) Nelle-Angleterre (5-3)  | Buffalo (5-4)              | Baltimore (0-8-1)       |
| 1983 | (2) Miami (12-4)             | Nelle-Angleterre (8-8)      | Buffalo (8-8)               | Baltimore (7-9)            | NY Jets (7-9)           |
| 1984 : Les Colts de Baltimore déménagent et devienent les Colts d'Indianapolis. |                              |                             |                             |                            |                         |
| 1984 | (1) Miami (14-2)             | Nelle-Angleterre (9-7)      | NY Jets (7-9)               | Indianapolis (4-12)        | Buffalo (2-14)          |
| 1985 | (2) Miami (12-4)             | (4) NY Jets (11-5)          | (5) Nelle-Angleterre (11-5) | Indianapolis (5-11)        | Buffalo (2-14)          |
| 1986 | (3) Nelle-Angleterre (11-5)  | (4) NY Jets (10-6)          | Miami (8-8)                 | Buffalo (4-12)             | Indianapolis (3-13)     |
| 1987 | (3) Indianapolis (9-6)       | Nelle-Angleterre (8-7)      | Miami (8-7)                 | Buffalo (7-8)              | NY Jets (6-9)           |
| 1988 | (2) Buffalo (12-4)           | Indianapolis (9-7)          | Nelle-Angleterre (9-7)      | NY Jets (8-7-1)            | Miami (6-10)            |
| 1989 | (3) Buffalo (9-7)            | Indianapolis (8-8)          | Miami (8-8)                 | Nelle-Angleterre (5-11)    | NY Jets (4-12)          |
| 1990 | (1) Buffalo (13-3)           | (4) Miami (12-4)            | Indianapolis (7-9)          | NY Jets (6-10)             | Nelle-Angleterre (1-15) |
| 1991 | (1) Buffalo (13-3)           | (6) NY Jets (8-8)           | Miami (8-8)                 | Nelle-Angleterre (6-10)    | Indianapolis (1-15)     |
| 1992 | (2) Miami (11-5)             | (4) Buffalo (11-5)          | Indianapolis (9-7)          | NY Jets (4-12)             | Nelle-Angleterre (2-14) |
| 1993 | (1) Buffalo (12-4)           | Miami (9-7)                 | NY Jets (8-8)               | Nelle-Angleterre (5-11)    | Indianapolis (4-12)     |
| 1994 | (3) Miami (10-6)             | (5) Nelle-Angleterre (10-6) | Indianapolis (8-8)          | Buffalo (7-9)              | NY Jets (6-10)          |
| 1995 | (3) Buffalo (10-6)           | (5) Indianapolis (9-7)      | (6) Miami (9-7)             | Nelle-Angleterre (6-10)    | NY Jets (3-13)          |
| 1996 | (2) Nelle-Angleterre (11-5)  | (4) Buffalo (10-6)          | (6) Indianapolis (9-7)      | Miami (8-8)                | NY Jets (1-15)          |
| 1997 | (3) Nelle-Angleterre (10-6)  | (6) Miami (9-7)             | NY Jets (9-7)               | Buffalo (6-10)             | Indianapolis (3-13)     |
| 1998 | (2) NY Jets (12-4)           | (4) Miami (10-6)            | (5) Buffalo (10-6)          | (6) Nelle-Angleterre (9-7) | Indianapolis (3-13)     |
| 1999 | (2) Indianapolis (13-3)      | (5) Buffalo (11-5)          | (6) Miami (9-7)             | NY Jets (8-8)              | Nelle-Angleterre (8-8)  |
| 2000 | (3) Miami (11-5)             | (6) Indianapolis (10-6)     | NY Jets (9-7)               | Buffalo (8-8)              | Nelle-Angleterre (5-11) |
| 2001 | (2) Nelle-Angleterre (11-5)  | (4) Miami (11-5)            | (6) NY Jets (10-6)          | Indianapolis (6-10)        | Buffalo (3-13)          |
| 2002 : À la suite d'un réalignement dans la ligue, les Colts d'Indianapolis passent dans la nouvelle AFC South.                                                                            |                              |                             |                             |                            |                         |
| 2002 | (4) NY Jets (9-7)            | Nelle-Angleterre (9-7)      | Miami (9-7)                 | Buffalo (8-8)              |                         |
| 2003 | (1) Nelle-Angleterre (14-2)  | Miami (10-6)                | Buffalo (6-10)              | NY Jets (6-10)             |                         |
| 2004 | (2) Nelle-Angleterre (14-2)  | (5) NY Jets (10-6)          | Buffalo (9-7)               | Miami (4-12)               |                         |
| 2005 | (4) Nelle-Angleterre (10-6)  | Miami (9-7)                 | Buffalo (5-11)              | NY Jets (4-12)             |                         |
| 2006 | (4) Nelle-Angleterre (12-4)  | (5) NY Jets (10-6)          | Buffalo (7-9)               | Miami (6-10)               |                         |
| 2007 | (1) Nelle-Angleterre (16-0)  | Buffalo (7-9)               | NY Jets (4-12)              | Miami (1-15)               |                         |
| 2008 | (3) Miami (11-5)             | Nelle-Angleterre (11-5)     | NY Jets (9-7)               | Buffalo (7-9)              |                         |
| 2009 | (3) Nelle-Angleterre (10-6)  | (5) NY Jets (9-7)           | Miami (7-9)                 | Buffalo (6-10)             |                         |
| 2010 | (1) Nelle-Angleterre (14-2)  | (6) NY Jets (11-5)          | Miami (7-9)                 | Buffalo (4-12)             |                         |
| 2011 | (1) Nelle-Angleterre (13--3) | NY Jets (8-8)               | Miami (6-10)                | Buffalo (6-10)             |                         |
| 2012 | (2) Nelle-Angleterre (12-4)  | Miami (7-9)                 | NY Jets (6-10)              | Buffalo (6-10)             |                         |
| 2013 | (2) Nelle-Angleterre (12-4)  | NY Jets (8-8)               | Miami (8-8)                 | Buffalo (6-10)             |                         |
| 2014 | (1) Nelle-Angleterre (12-4)  | Buffalo (9-7)               | Miami (8-8)                 | NY Jets (4-12)             |                         |
| 2015 | (2) Nelle-Angleterre (12-4)  | NY Jets (10-6)              | Buffalo (8-8)               | Miami (6-10)               |                         |
| 2016 | (1) Nelle-Angleterre (14-2)  | (6) Miami (10-6)            | Buffalo (7-9)               | NY Jets (5-11)             |                         |
| 2017 | (1) Nelle-Angleterre (13-3)  | (6) Buffalo (9-7)           | Miami (6-10)                | NY Jets (5-11)             |                         |
| 2018 | (2) Nelle-Angleterre (11-5)  | Miami (7-9)                 | Buffalo (6-10)              | NY Jets (4-12)             |                         |
| 2019 | (3) Nelle-Angleterre (12-4)  | (5) Buffalo (10-6)          | NY Jets (7-9)               | Miami (5-11)               |                         |
| 2020 | (2) Buffalo (13-3)           | Miami (10-6)                | Nelle-Angleterre (7-9)      | NY Jets (2-14)             |                         |
| 2021 | (3) Buffalo (11-6)           | (6) Nelle-Angleterre (10-7) | Miami (9-8)                 | NY Jets (4-13)             |                         |
| 2022 | (2) Buffalo (13-3)           | (7) Miami (9-8)             | Nelle-Angleterre (8-9)      | NY Jets (7-10)             |                         |
| 2023 | (2) Buffalo (11-6)           | (6) Miami (10-6)            | N.Y. Jets (7–10)            | Nelle-Angleterre (4–13)    |                         |
| 2024 | (2) Buffalo (13-4)           | Miami (8-9)                 | NY Jets (5-12)              | Nelle-Angleterre (4–13)    |                         |

## Statistiques
| Franchise                          | Titre(s) de Division | Série éliminatoire | Titre(s) en AFL | Titre(s) en AFC | V. au Super Bowl |
| ---------------------------------- | -------------------- | ------------------ | --------------- | --------------- | ---------------- |
| Patriots de la Nouvelle-Angleterre | 22                   | 28                 | 0               | 11              | 6                |
| Bills de Buffalo                   | 15                   | 23                 | 2               | 04              | 0                |
| Dolphins de Miami                  | 13                   | 24                 | 0               | 05              | 2                |
| Jets de New York                   | 04                   | 14                 | 1               | 0               | 1                |
| Colts d'Indianapolis1*             | 06                   | 10                 | 0               | 02              | 1                |
| Oilers de Houston2*                | 04                   | 05                 | 2               | 0               | 0                |

1 : Franchise arrivant de la Division NFL Coastal à la suite du réalignement induit par la fusion AFL-NFL en 1970. La franchise était appelée Colts de Baltimore avant 1984. Elle part en AFC South en 2002

2 : Franchise arrivant de la Division AFC Central à la suite du réalignement induit par la fusion AFL-NFL en 1970. Elle part en AFC South en 2002. La franchise était appelée Oilers du Tennessee en 1997 et 1998 avant d'être rebaptisée Titans du Tennessee en 1999.

* : Les statistiques des Colts et des Oilers ne concernent que leur période en tant que membres de l'AFC East.
| Période   | Titre de Division | Série éliminatoire | Titre en AFL | Titre en AFC | Super Bowl |
| --------- | ----------------- | ------------------ | ------------ | ------------ | ---------- |
| 1960–2022 | 63                | 102                | 5            | 21           | 10         |